# Eustroma disrupta
Eustroma disrupta là một loài bướm đêm trong họ Geometridae.